# Canton d'Orléans-Nord-Est
Le canton d'Orléans-Nord-Est ou canton d'Orléans 5e est une ancienne division administrative française située dans le département du Loiret.
Le canton est créé en 1806 sous le Premier Empire et disparait en 1973 sous la Cinquième République.

## Histoire
Le canton est créé sous le Premier Empire selon le décret impérial du 21 août 1806 ; sa création entraîne la disparition du canton de Chécy (recréé en 1973).
Le redécoupage des arrondissements intervenu en 1926 n'affecte pas le canton d'Orléans-Nord-Est, rattaché depuis sa création à l'arrondissement d'Orléans.
Avec le décret du 23 juillet 1973, le canton d'Orléans-Nord-Est disparaît, il est divisé en deux cantons : Orléans-Saint-Marc (ou Orléans-IV) et Saint-Jean-de-Braye.

## Représentation
| Période                                  | Période      | Identité                           | Étiquette               | Qualité |
| ---------------------------------------- | ------------ | ---------------------------------- | ----------------------- | --- |
| 10 novembre 1833                         | 1848         | Jean François Besnard (1789-1859)  |                         | Notaire, propriétaire Adjoint puis Maire d'Orléans (par intérim en 1838)                                                            |
| 27 août 1848                             | 1865         | Pierre Adolphe Chevrier            |                         | Conseiller à la Cour Impériale puis Avocat général à Orléans                                                                        |
| 10 décembre 1865                         | 1890 (décès) | Joseph Sébastien Désiré Brouard    | Républicain             | Maire de Saint-Jean-de-Braye |
| 16 février 1890                          | 1907         | Charles de Saint-Paul (marquis de) | Républicain rallié      | Propriétaire Maire de Chécy |
| 28 juillet 1907                          | 1937 (décès) | Louis Gallouédec                   | Radical                 | Inspecteur général de l'enseignement Président du Conseil général du Loiret (1933-1936) Maire de Saint-Jean-de-Braye (1912-1937)    |
| 14 mars 1937                             | 1940         | Jean Zay                           | Radical                 | Avocat Député du Loiret (1932-1942) Ministre de l'Éducation nationale (1936-1939)                                                   |
|                                          |              | Seconde Guerre mondiale            |                         | |
| 1943                                     | 1945         | Charles Malégarie (1886-1963)      |                         | Directeur général de la Compagnie parisienne de distribution d'électricité Maire de Combleux Nommé conseiller départemental en 1943 |
|                                          |              |                                    |                         | |
| 1945                                     | 1973         | Jean Grosbois                      | UDSR puis RGR puis Rad. | Médecin Adjoint au Maire d'Orléans Elu en 1973 Conseiller général du canton d'Orléans-Saint-Marc                                    |
| Les données manquantes sont à compléter. |              |                                    |                         | |

### Conseillers d'arrondissement (de 1833 à 1940)
| Période                                  | Période      | Identité                    | Étiquette           | Qualité |
| ---------------------------------------- | ------------ | --------------------------- | ------------------- | --- |
| 1833                                     | 1848         | Jules Dulong                |                     | Propriétaire, maire de Saint-Jean-de-Braye                                                                           |
| 1848                                     | 1852         | M. Oudet                    |                     | |
| 1852                                     | 1856         | Eugène Vignat               | Bonapartiste        | Négociant, maire d'Orléans (1856-1869), député (1869-1870), élu conseiller général du canton d'Orléans-Ouest en 1856 |
|                                          |              |                             |                     | |
|                                          | 1890 (décès) | M. Richard                  |                     | |
|                                          |              |                             |                     | |
| 1913                                     | 1922         | Gabriel Michy               |                     | Marchand de vins en gros, maire de Bou                                                                               |
| 1922                                     | 1939 (décès) | Fernand Gravier (1884-1939) | Union nationale PDP | Viticulteur, conseiller municipal d'Orléans                                                                          |
| 1939                                     | 1940         | Camille Lemesle             | Radical             | Arboriculteur à Orléans                                                                                              |
| 1940                                     |              |                             |                     | Les conseils d'arrondissement ont été suspendus par la loi du 12 octobre 1940 et n'ont jamais été réactivés          |
| Les données manquantes sont à compléter. |              |                             |                     | |

## Géographie

### Composition
Le canton d'Orléans-Nord-Est inclut une partie de la commune d'Orléans (faubourgs Saint-Vincent, Saint-Marc et Bourgogne), alors répartie entre cinq cantons, et regroupe en outre les communes de Boigny-sur-Bionne (anciennement dénommée Boigny), Bou, Chécy, Combleux, Donnery, Mardié, Marigny-les-Usages (anciennement dénommée Marigny), Saint-Jean-de-Braye et Semoy.

### Statistiques
|    | Labours | Labours | Prés | Prés | Vignes | Vignes | Bois | Bois | Divers | Divers | Total |
| -- | ------- | ------- | ---- | ---- | ------ | ------ | ---- | ---- | ------ | ------ | ----- |
| ha | %       | ha      | %    | ha   | %      | ha     | %    | ha   | %      | ha     |       |
|    |         |         |      |      |        |        |      |      |        |        |       |